# Eduard Nikolaus Ritter von Henneberg
Eduard Nikolaus Ritter von Henneberg, baron (ur. ?, zm. 25 kwietnia 1847 w Wiedniu) – austriacki urzędnik konsularny.
Pełnił funkcję konsula/konsula generalnego Austrii w Gdańsku (1832-1847). 